# جاك روبرتسون (لاعب كريكت)
جاك روبرتسون (5 يونيو 1906 - 5 يوليو 1985) (بالإنجليزية: Jack Robertson)‏ هو لاعب كريكت جنوب أفريقي. شارك مع منتخب جنوب أفريقيا الوطني للكريكت.

## وصلات خارجية
- جاك روبرتسون على موقع إي آس بي آن كريك إنفو (الإنجليزية)